# Elias Spago
'(Charleroi, 9 augustus 2001) is een Belgisch voetballer die onder contract ligt bij RFC Seraing.

## Carrière
Spago ruilde de jeugdopleiding van Châtelet-Farciennes SC in 2018 voor die van Sint-Truidense VV. Twee jaar later plukte RFC Seraing hem daar weg. Op 24 januari 2021 maakte hij zijn officiële debuut voor de Luikse club: in de competitiewedstrijd tegen KVC Westerlo (4-3-winst) kreeg hij een basisplaats van trainer Emilio Ferrera. Op het einde van het seizoen promoveerde hij met de club naar de Jupiler Pro League.
In zijn eerste seizoen op het hoogste Belgische niveau kwam Spago in zes competitiewedstrijden in actie. Aan het eind van het seizoen ondertekende hij een nieuw contract tot de zomer van 2024 met een optie op nog een bijkomend jaar. In augustus 2022 leende de club hem evenwel uit aan tweedeklasser Excelsior Virton.
Op 15 augustus 2022 maakte Spago zijn officiële debuut voor Virton: in de bekerwedstrijd tegen eersteprovincialer Arquet FC (9-1-winst) liet trainer Christian Bracconi hem in de 58e minuut invallen voor William Rémy. Spago raakte uiteindelijk niet verder dan zes competitiewedstrijden in het shirt van Virton, die hij weliswaar allemaal als basisspeler begon. Vijf van die zes wedstrijden speelde Spago, van nature een centrale verdediger, als linksachter.
Virton zakte na afloop van het seizoen 2022/23 naar Eerste nationale. Spago bleef ook in het seizoen daarop in Eerste klasse B spelen, want tijdens zijn uitleenbeurt was Seraing uit de Jupiler Pro League gedegradeerd.

## Clubstatistieken
| Seizoen         | Club               | Land            | Competitie      | Competitie | Competitie | Beker | Beker | Supercup | Supercup | Europees | Europees | Totaal | Totaal |
| Seizoen         | Club               | Land            | Competitie      | Wed.       | Dlp.       | Wed.  | Dlp.  | Wed.     | Dlp.     | Wed.     | Dlp.     | Wed.   | Dlp.   |
| --------------- | ------------------ | --------------- | --------------- | ---------- | ---------- | ----- | ----- | -------- | -------- | -------- | -------- | ------ | ------ |
| 2020/21         | RFC Seraing        | Vlag van België | Eerste klasse B | 1          | 0          | 0     | 0     | —        | —        | —        | —        | 1      | 0      |
| 2021/22         | RFC Seraing        | Vlag van België | Eerste klasse A | 6          | 0          | 2     | 0     | —        | —        | —        | —        | 8      | 0      |
| 2022/23         | RFC Seraing        | Vlag van België | Eerste klasse A | 1          | 0          | 0     | 0     | —        | —        | —        | —        | 1      | 0      |
| 2022/23         | → Excelsior Virton | Vlag van België | Eerste klasse B | 5          | 0          | 3     | 1     | —        | —        | —        | —        | 8      | 1      |
| 2023/24         | RFC Seraing        | Vlag van België | Eerste klasse B | 7          | 0          | 0     | 0     | —        | —        | —        | —        | 7      | 0      |
| Carrière totaal | Carrière totaal    | Carrière totaal | Carrière totaal | 20         | 0          | 5     | 1     | 0        | 0        | 0        | 0        | 25     | 1      |

Bijgewerkt op 13 april 2024.
2 Vinck ·
3 Rizzo ·
4 Doué ·
5 Hamzaoui ·
7 Bukusu ·
8 Sadin  ·
9 Sula ·
10 Pinga ·
11 Ahlinvi ·
14 Guillaume ·
17 Allach ·
18 Mouaddib ·
20 Napoletano ·
21 Aabbou ·
23 Martin ·
24 Hery ·
26 Awassi ·
28 Droehnle ·
Masangu ·
Coach: Grégoire